# 谢之光

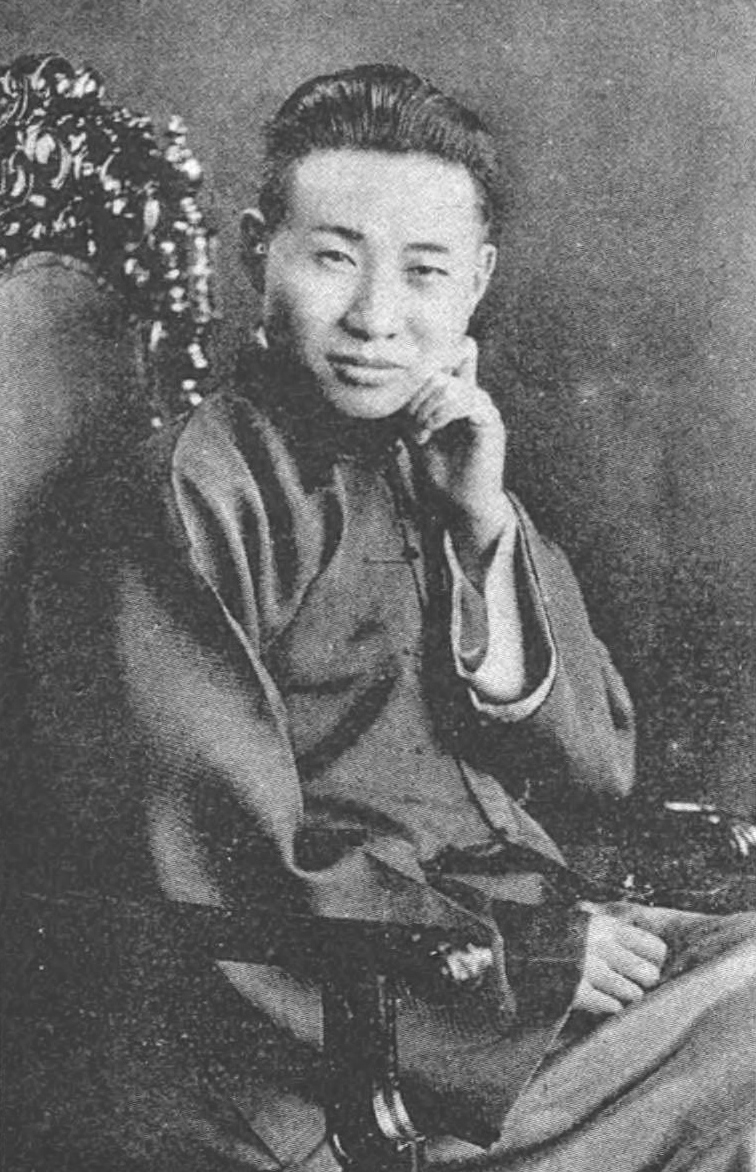
谢之光, 1927

谢之光（1899年2月25日—1976年9月12日）是一位中国国画家，广告画家。

## 生平
1899年出生于浙江余姚，1913年随父母来到上海，师从周慕桥，后毕业于上海美术专科学校，师从张聿光、刘海粟。先后为多家烟草公司创作月份牌。1960年担任上海中国画院画师。
1976年9月12日因肺癌逝世，享年77岁。

## 家庭
第一任妻子是潘锦云，一位银楼老板的女儿，第二任妻子是方慧珍，一位青楼女子。